# ウィリアム・リンジー (第18代クロフォード伯爵)
第18代クロフォード伯爵ウィリアム・リンジー（英語: William Lindsay, 18th Earl of Crawford PC、1644年4月 – 1698年3月6日）は、スコットランド貴族、政治家。

## 生涯
第17代クロフォード伯爵ジョン・リンジーとマーガレット・ハミルトン（Margaret Hamilton、1666年以降没、第2代ハミルトン侯爵ジェイムズ・ハミルトンの娘）の息子として、1644年4月に生まれた。1678年に父が死去すると、クロフォード伯爵とリンジー伯爵位を継承した。父が浪費家で家計が火の車だったため、債権者を受託者として財産を預けざるを得ず、この状況は孫ジョンの代にあたる1747年時点でも続いていたという。
熱心な長老派であり、1685年にジェームズ2世および7世が即位すると「良心のために」国を離れようとしたが、出国許可を得られなかった。そのため、宗教迫害を逃れるために引退生活を送った。そして、1689年にウィリアム3世および2世が即位すると、長老派における影響力を買われて復帰、1689年から1693年までスコットランド枢密院議長を務めた（ただし、枢密顧問官への就任は1690年6月3日）。また、1689年から1692年までスコットランド大蔵卿委員を務めた。
1698年3月6日に死去、息子ジョンが爵位を継承した。

## 人物
英国人名事典はクロフォード伯爵の監督制への敵意を「過剰」（excessive）だとしつつ、その理由が政治ではなく宗教によることを認めている。

## 家族
1670年3月8日、メアリー・ジョンストン（Mary Johnstone、1652年1月31日 – 1681年4月8日、初代アナンデイル＝ハートフェル伯爵ジェイムズ・ジョンストンの娘）と結婚、3男2女をもうけた。
- ヘンリエッタ（1671年1月洗礼 – ?） - 1691年10月16日、ウィリアム・ベイリー（William Baillie）と結婚、子供あり
- ジョン（1672年頃 – 1714年） - 第19代クロフォード伯爵
- ジェイムズ（1707年没） - 軍人、アルマンサの戦いで戦死
- パトリック（1678年8月29日洗礼 – ?） - 子供なし

1689年までにヘンリエッタ・セトン（Henrietta Seton、1691年6月以降没、第2代ダンファームリン伯爵チャールズ・セトンの娘）と再婚、1男6女をもうけた。
- トマス（1723年9月4日以降没）
- アン
- クリスチャン
- マーガレット
- ヘレン
- スザンナ（1691年7月19日洗礼 – ?）
- キャサリン（1692年11月29日洗礼 – 1769年4月20日） - 1741年5月7日、パトリック・リンジー（英語版）と結婚